# Coralie Bickford-Smith
Pour les articles homonymes, voir Bickford et Smith.
Œuvres principales
- Le Renard et l'Étoile (2015)
- Le Ver et l'Oiseau (2017)
- La Chanson de l'Arbre (2020)

Coralie Bickford-Smith est une illustratrice et autrice anglaise, spécialisé dans les livres pour enfant.

## Biographie
Elle est diplômée de typographie et de la communication graphique à l'université de Reading.
Elle publie son premier album pour enfant, Le Renard et l’Étoile, en 2015 aux Penguin Books. L'album fut traduit et publié en 2017 en France, aux éditions Gallimard. Le livre, considéré comme un grand succès, fut élu Waterstones Book of the Year 2015. 
En 2017, l'autrice publie un deuxième album jeunesse, Le Ver et l'Oiseau, aux éditions Pingouin. L'album fut traduit en français, toujours aux éditions Gallimard, en 2018.
Sa troisième ouvre principale est publiée en 2020 sous le titre de La Chanson de l'arbre, aux éditions Pingouin. L'album sort en France aux éditions Gallimard en 2021.
En parallèle de son travail, elle remplit des commandes, notamment pour The New York Times du 24 Novembre 2011.